# Felsen-Zwenke
Die Stein-Zwenke (Brachypodium rupestre), auch Felsen-Zwenke genannt, ist eine Pflanzenart aus der Gattung der Zwenken (Brachypodium) innerhalb der Familie der Süßgräser (Poaceae).

## Beschreibung

### Vegetative Merkmale
Die Stein-Zwenke ist eine ausdauernde krautige Pflanze und erreicht Wuchshöhen von 40 bis 100 Zentimeter. Sie bildet mit zahlreichen langen unterirdischen Ausläufern dichte, gelb-grüne, trocken grau-grüne Rasen. Die aufrechten Halme sind kahl oder manchmal unter den drei oder vier dicht behaarten Knoten behaart.
Das Blatthäutchen des zweitobersten Halmblattes ist ein 0,4 bis 1,8 Millimeter langer, häutiger Saum. Die Blattspreiten der Erneuerungssprosse sind 18 bis 45 Zentimeter lang und 3 bis 9 Millimeter breit, sie sind flach ausgebreitet oder etwas eingerollt, überhängend und beiderseits kahl und auf der Unterseite glänzend und hellgrün.

### Generative Merkmale
Die Blütezeit reicht von Juni bis August. Die traubige Blütenstand ist 8 bis 20 Zentimeter lang, aufrecht, mit sechs bis zehn aufrechten oder abstehenden Ährchen. Die Ährchen sind 8- bis 20-blütig und ohne die Grannen 14 bis 45 Millimeter lang. Von den Hüllspelzen ist die untere drei– bis sechsnervig, 4,5 bis 8 Millimeter lang, spitz, die obere sechs– bis siebennervig und 6 bis 10 Millimeter lang, spitz oder in eine kurze Granne auslaufend. Die Deckspelzen sind fünf- bis siebennervig, 7,5 bis 11 Millimeter lang, spitz und in eine 3 bis 5 Millimeter lange gerade Granne auslaufend. Die Vorspelzen sind zweinervig, 7 bis 9 Millimeter lang und kahl. Die Staubbeutel sind 5 bis 6 Millimeter lang.
Die Chromosomenzahl beträgt 2n = 14, 18, 28 oder 36.

## Unterscheidung von ähnlichen Arten
Die Stein-Zwenke ist der Fieder-Zwenke (Brachypodium pinnatum) ähnlich. Man kann sie aber an den auffällig glänzenden Blattunterseiten erkennen. Diese Unterseite hat nur auf den Rippen vereinzelte Stachelhaare, ist beim Darüberstreichen glatt und nur wenig rau. Die Blattspreiten sind hellgrün statt dunkelgrün. Die Ligula des zweitobersten Halmblatts ist meist 1 bis 1,8 (0,4 bis 2,4) Millimeter lang statt 1 bis, meist 1,6 bis 2,8 Millimeter lang. Die Deckspelzen sind gewöhnlich kahl.

## Vorkommen
Die Stein-Zwenke kommt vom Norden der Iberischen Halbinsel über Frankreich bis Belgien, in Deutschland, der Schweiz, Österreich, Ungarn, Italien, auf Korsika, Sizilien, in Malta, Slowenien, Kroatien, Bosnien-Herzegowina, Kosovo, Albanien, Griechenland, Rumänien, Ukraine, in der Türkei, im Kaukasusraum, im Libanon und in Syrien vor. In Tschechien ist die Art eingebürgert. Auf Kreta ist die Ursprünglichkeit zweifelhaft.
In der Schweiz ist sie Art in den warmen Trockentälern der Alpen häufig. In Österreich ist sie im Süden und im Inntal häufig, sonst selten. In Deutschland kommt sie im südlichen Bayern und Baden-Württemberg, in Hessen, Nordrhein-Westfalen, Thüringen und Sachsen vor. In den Alpen steigt die Stein-Zwenke im Puschlav bis in eine Höhenlage von 2000 Meter auf. Die ökologischen Zeigerwerte nach Landolt et al. 2010 sind in der Schweiz: Feuchtezahl F = 2+w+ (frisch aber stark wechselnd), Lichtzahl L = 4 (hell), Reaktionszahl R = 4 (neutral bis basisch), Temperaturzahl T = 3+ (unter-montan und ober-kollin), Nährstoffzahl N = 3 (mäßig nährstoffarm bis mäßig nährstoffreich), Kontinentalitätszahl K = 3 (subozeanisch bis subkontinental).

## Ökologie
Die Stein-Zwenke gedeiht meist in Halbtrockenrasen in Gesellschaften der Verbände Mesobromion und Cirsio-Brachypodion, sie kommt aber auch in Gesellschaften des Verbands Erico-Pinion und der Ordnung Origanetalia vor.

## Systematik
Die Erstbeschreibung erfolgte 1809 unter dem Namen (Basionym) Bromus rupestris durch Nicolaus Thomas Host in Icones et Descriptiones Graminum Austriacorum 4, Tafel 17. Die Neukombination zu Brachypodium rupestre (Host) Roem. & Schult. erfolgte 1817 durch Johann Jacob Römer und Joseph August Schultes in Caroli a Linné ... Systema vegetabilium ... 15. Auflage, Seite 736. Weitere Synonyme für Brachypodium rupestre (Host) Roem. & Schult. sind: Bromus cespitosus Host, Brachypodium cespitosum (Host) Roem. & Schult., Brachypodium pinnatum var. glabrum Rchb. und Brachypodium pinnatum subsp. rupestre (Host) Schübler & G.Martens.
Bei manchen Autoren gibt es etwa zwei Unterarten:
- Brachypodium rupestre subsp. cespitosum (Host) H. Scholz: Nach Hans Joachim Conert sind das zierliche Gebirgspflanzen aus Süd- und Mitteleuropa. Sie besitzen nur kurze Ausläufer, haben bis 80 Zentimeter hohe Halme und bis 4 Millimeter breite Blattspreiten. Die untersten ein oder zwei Ährchen sind steril, die übrigen sind acht- bis zehnblütig und 16 bis 20 Millimeter lang. Er spricht ihnen keinen systematischen Rang zu.[1] Nach Euro+Med kommt die Unterart in Deutschland, Österreich, Slowenien, Italien, Kroatien, Russland, Armenien, Georgien und im Kaukasusraum vor.[2]
- Brachypodium rupestre (Host) Roem. & Schult. subsp. rupestre: Sie kommt in Süd- und Mitteleuropa und in Vorderasien vor.[2]